# Архив Изерлона
Городской архив Изерлона (нем. Stadtarchiv Iserlohn) — муниципальный публичный архив города Изерлон, являющийся также институтом культуры при администрации города; содержит как административные документы, так и частные архивы.

## История и описание
До 1910-х годов городской архив Изерлона работал неполный день, поэтому его зачастую возглавлял секретарь города. В 1900 году Юлий Бедекер (нем. Julius Baedecker, 1855—1920) и пастор Рейнхард Гроскурт (нем. Reinhard Groscurth, 1838—1923) были уполномочены организовать полноценный городской архив — как часть данного преобразования, архивные документы, вместе с административной библиотекой, были размещены в отдельное помещение в ратуше. В 1901 году был опубликован подробный доклад о выполнении указания по созданию архива, но в последующие годы архив не вел регулярной деятельности: так, в 1918 году Вильгельм Шульте (нем. Wilhelm Schulte), работая над публикацией по истории Изерлона, обнаружил, что архивные документы располагались по всему зданию городской администрации.
Возможно, исторические исследования Шульта послужили катализатором для решения городского совета от 1920 года по созданию новой администрации для архива, которым теперь руководил эксперт. В результате, писатель Людвиг Шрёдер (нем. Ludwig Schröder), который также был директором местной библиотеки, был назначен ответственным за порядок в архивных фондах: с его деятельности началась постоянная забота о сохранности городских архивов. С 1927 года архив Изерлона получил возможность использовать пространство в старом арсенале города — в 1937 году в том же здании был открыт и городской музей. В результате, городской архив, местный музей и городская публичная библиотека оказались объединены в так называемый «Дом Родины» (нем. Haus der Heimat). В связи с постоянным ростом объема архива, в середине 1970-х годов ему потребовалось новое помещение: в 1977 года таким помещением стал дом Рампельмана. В том же году архив Изерлона впервые возглавил человек с профессиональным образованием — архивист Гётц Беттге (нем. Götz Bettge). Два года спустя архив и музей были организационно разделены. В 1990-е годы архиву вновь стало не хватать места и в 2004 году он получил помещение в бывшем здании почты.